# Гвардейский реактивный миномёт
Гвардейские реактивные миномёты — общее обозначение советских боевых машин реактивной артиллерии периода Великой Отечественной войны.

## История создания
В 1916 году профессор Иван Платонович Граве создал желатиновый порох, усовершенствовав бездымный порох французского изобретателя Поля Вьеля.
В 1921 году разработчики Н. И. Тихомиров, В. А. Артемьев из газодинамической лаборатории (ГДЛ) приступили к разработке реактивных снарядов на основе этого пороха.
В 1929—1933 годах Б. С. Петропавловский при участии Г. Э. Лангемака, Е. С. Петрова, И. Т. Клеймёнова и др. в ГДЛ проводили разработку и официальные испытания реактивных снарядов различных калибров — прототипов снарядов для «Катюши». Для их запуска использовали многозарядные авиационные и однозарядные наземные пусковые станки.
Группа разработчиков Реактивного института (РНИИ) под руководством Г. Э. Лангемака, при участии В. А. Артемьева, И. Т. Клеймёнова, Ю. А. Победоносцева, Л. Э. Шварца и др. проводили окончательную отработку реактивных снарядов.
В 1937—1938 годы эти реактивные снаряды были приняты на вооружение военно-воздушными силами СССР
Реактивные снаряды РС-82 устанавливали на истребителях И-15, И-16, И-153 (летом 1939 года авиационные реактивные снаряды РС-82, смонтированные на самолётах-истребителях И-16 и И-153, успешно применялись в боях на Халхин-Голе), а позже — на штурмовиках Ил-2; созданные впоследствии РС-132 — на бомбардировщиках СБ и штурмовиках Ил-2.
В 1938—1941 гг. в НИИ № 3 НКБ (с 1937, бывший — РНИИ) под руководством главного конструктора А. В. Костикова, инженеры: И. И. Гвай, В. Н. Галковский, А. П. Павленко, Р. И. Попов, Н. И. Тихомиров, В. А. Артемьев и др. создали многозарядную пусковую установку, смонтированную на грузовом автомобиле.

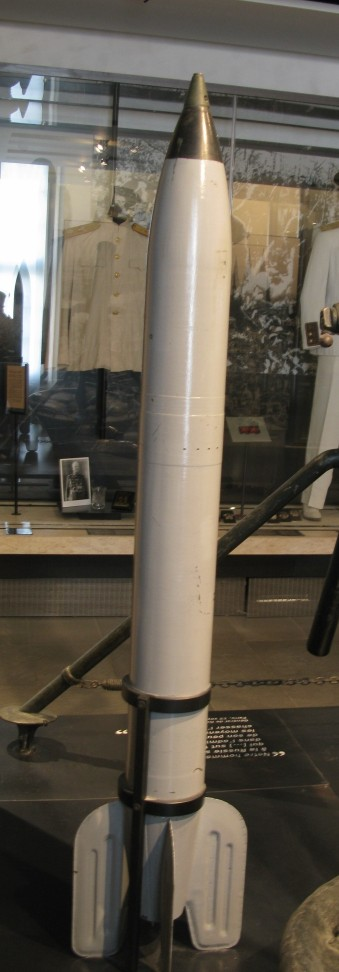
Снаряд M-13

Высшее руководство СССР имело довольно туманное представление о новом оружии. Сталину докладывали обо всех новинках, но о реактивных снарядах вплоть до 1941 года какой-либо информации он не получил.

Заместителем наркома обороны по артиллерии был Григорий Кулик. Он отвечал за деятельность Главного артиллерийского управления и был обязан лично докладывать если не Сталину, то наркому Семёну Тимошенко. Но Кулик считал реактивные установки «ерундой», которая не достойна внимания. Тогда старший военпред Главного артиллерийского управления Василий Аборенков, работавший с конструкторами НИИ-3 и убеждённый в эффективности реактивных снарядов по опыту их использования в авиации, через голову своего начальника маршала Кулика сообщил об этой разработке в докладной записке Сталину. При этом Аборенков рисковал карьерой, но идею всё-таки продавил.— 
.
В марте 1941 года были проведены успешные полигонные испытания установок БМ-13 (название расшифровывалось: «Боевая машина 132-мм снарядов») со снарядом калибра 132 мм М-13.
Реактивный снаряд М-13 (132-мм осколочно-фугасный снаряд) и пусковая установка БМ-13 были приняты на вооружение артиллерии 21 июня 1941 года и тогда же, за несколько часов до войны, подписано постановление об их серийном производстве.

### Судьба разработчиков
2 ноября 1937 года в результате «войны доносов» внутри института, директор РНИИ-3 И. Т. Клеймёнов и главный инженер Г. Э. Лангемак были арестованы. 10 и 11 января 1938 года, соответственно, они были расстреляны на полигоне НКВД «Коммунарка».

Реабилитированы в 1955 году.
Указом Президента СССР М. С. Горбачёва от 21 июня 1991 года И. Т. Клеймёнову, Г. Э. Лангемаку, Б. С. Петропавловскому, В. Н. Лужину, Б. М. Слонимеру и Н. И. Тихомирову посмертно было присвоено звание Героев Социалистического Труда.

## Производство и модификации

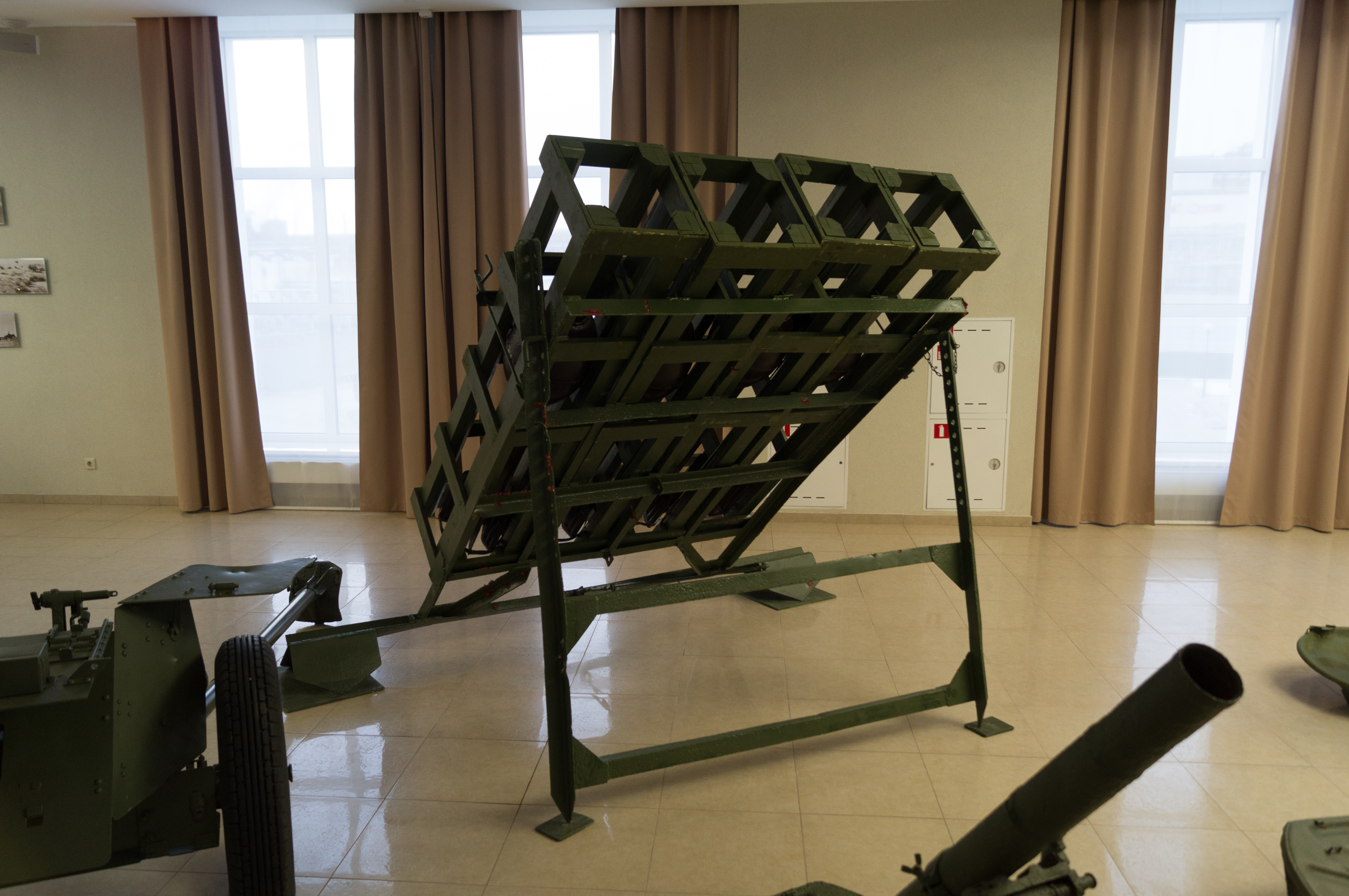
Пусковая установка М-30 образца 1942 года. Музейный комплекс УГМК.

26 июня 1941 года на заводе № 723 Наркомата миномётного вооружения СССР в Воронеже была завершена сборка первых двух серийных пусковых установок БМ-13 на шасси ЗИС-6, и тут же приняты представителями Главного артиллерийского управления. На следующий день установки были отправлены своим ходом в Москву, где 28 июня после успешно проведённых испытаний были объединены вместе с пятью изготовленными ранее в РНИИ установками в батарею для отправки на фронт.
Производство установок БМ-13 было организовано на воронежском заводе им. Коминтерна и на московском заводе «Компрессор» (главный конструктор — В. П. Бармин). Одним из основных предприятий по выпуску реактивных снарядов стал московский завод им. Владимира Ильича. 2 последних завода в 1941 году были эвакуированы в Челябинск.

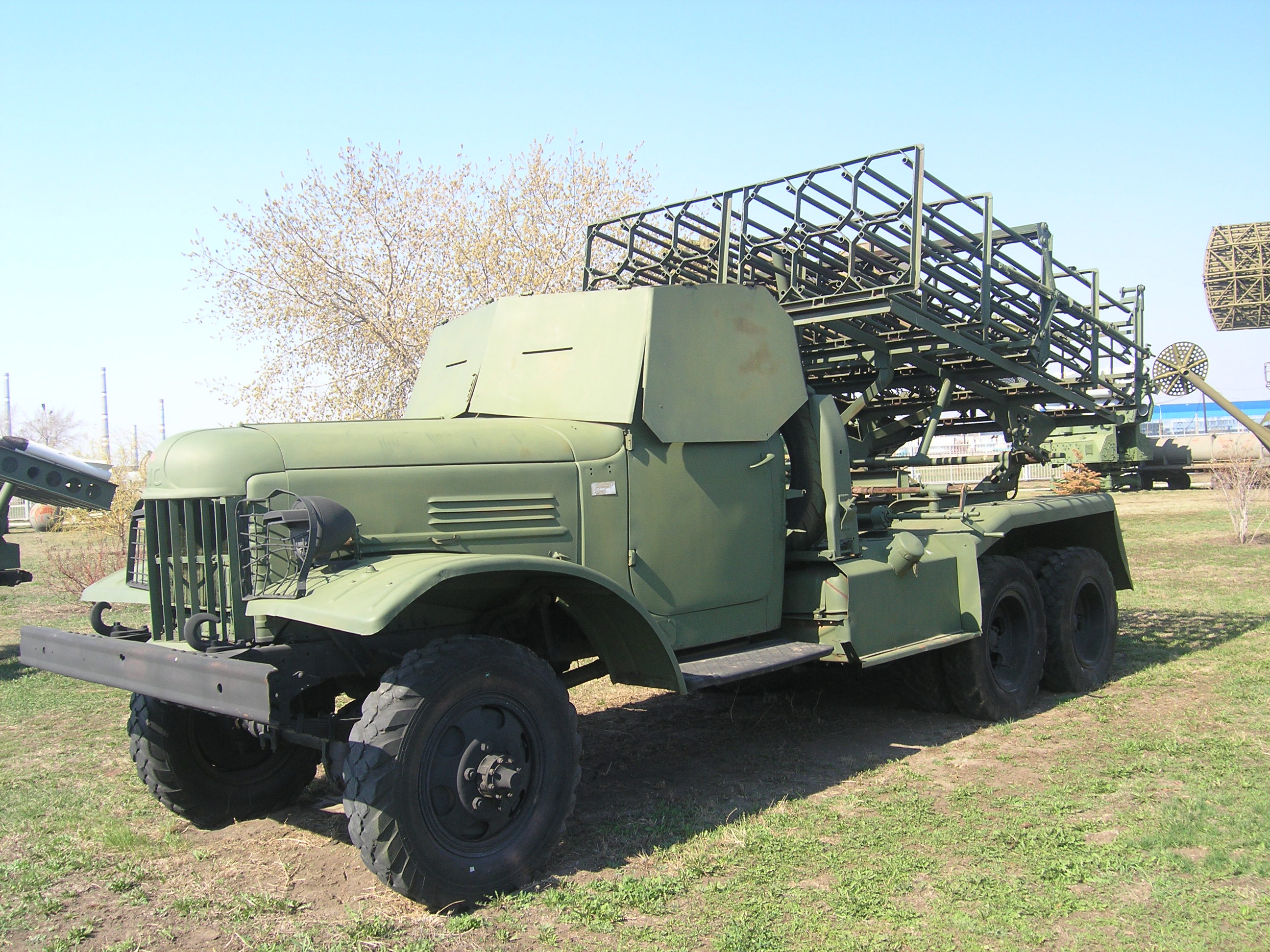
БМ-31-12 на шасси ЗИС-151 в музее в Тольятти

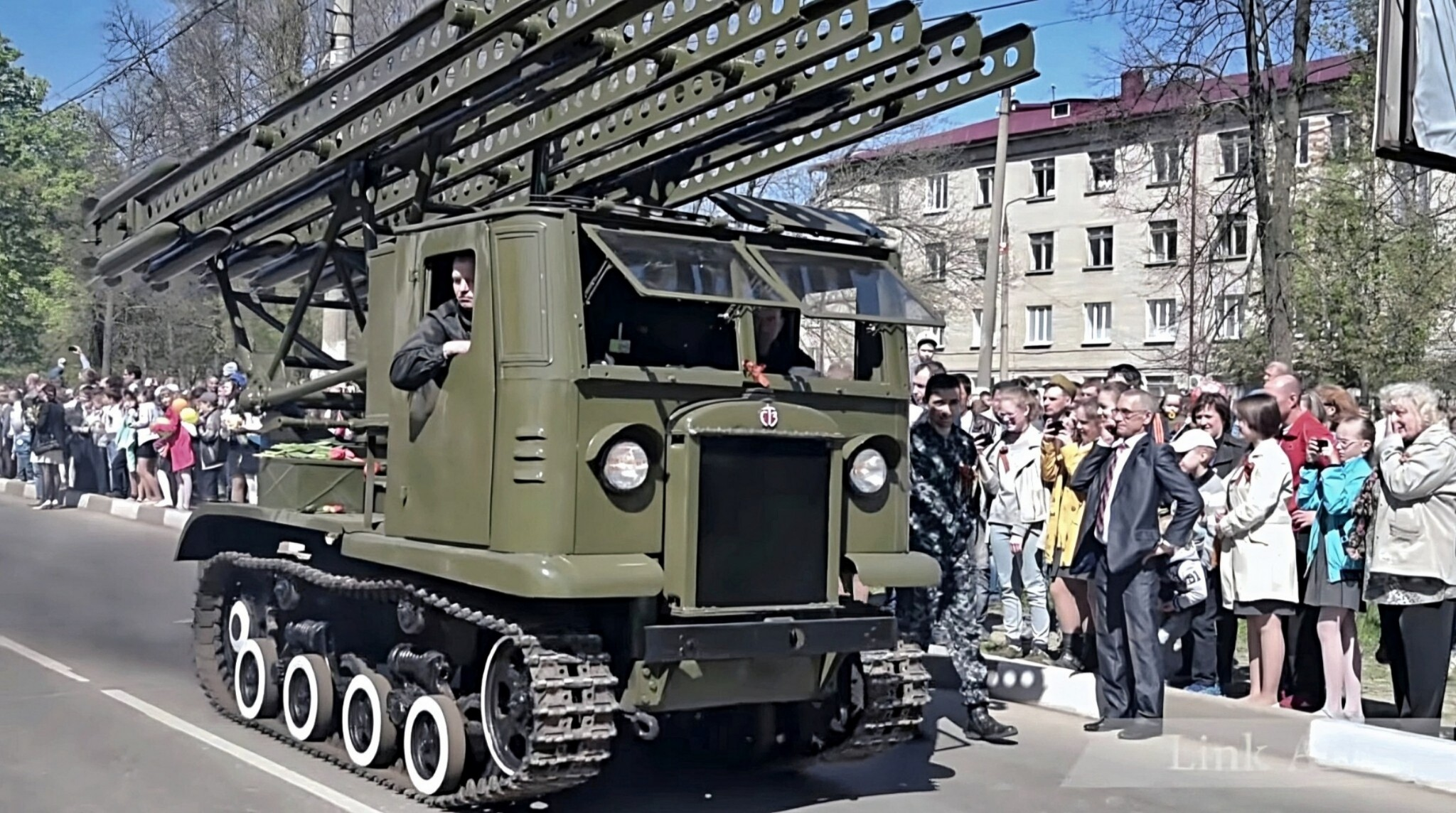
БМ-13-16 на базе СТЗ-5-НАТИ

В ходе войны были созданы различные варианты реактивного снаряда и пусковых установок: БМ-13-СН (со спиральными направляющими, что значительно увеличивало точность стрельбы), БМ-8-48, БМ-8-24, БМ-13Н и другие. В 1942 году появились снаряды М-31 калибра 310 мм, которые изначально запускались с наземных установок. В апреле 1944 года под них создали самоходную установку с 12 направляющими, монтировавшуюся на шасси грузовой автомашины. Она получила название «БМ-31-12».
Существовали пусковые установки на базе пулемётных станков (М-8-6, снаряд М-8, 6 направляющих), аэросаней, мотоциклов (БМ-8-12, снаряд М-8, 12 направляющих), и, как было сказано выше, — просто наземных рам (M-30-4, снаряды М-30 и М-31, 4 направляющих).
Также, рамы устанавливали на железнодорожные платформы (БМ-8-72, БМ-13-16, БМ-8-48). Установка БМ-8-24, созданная в 1941 году, имела снабженную механизмами наводки и прицельными приспособлениями артиллерийскую часть с направляющими для запуска 24 реактивных снарядов М-8. Артиллерийская часть монтировалась на крыше танка Т-40 вместо башни. Когда танк Т-40 сняли с производства, как базу для БМ-8-24 стали использовать Т-60. БМ-8-24 применялась на начальном этапе войны. По окончании выпуска Т-60 производство БМ-8-24 также свернули, но её модифицированную артиллерийскую часть использовали для установок БМ-8-48, которые устанавливали на отечественный грузовик ГАЗ-АА и на ленд-лизовские «Студебеккер» и «Форд-Мармон-Хэррингтон».

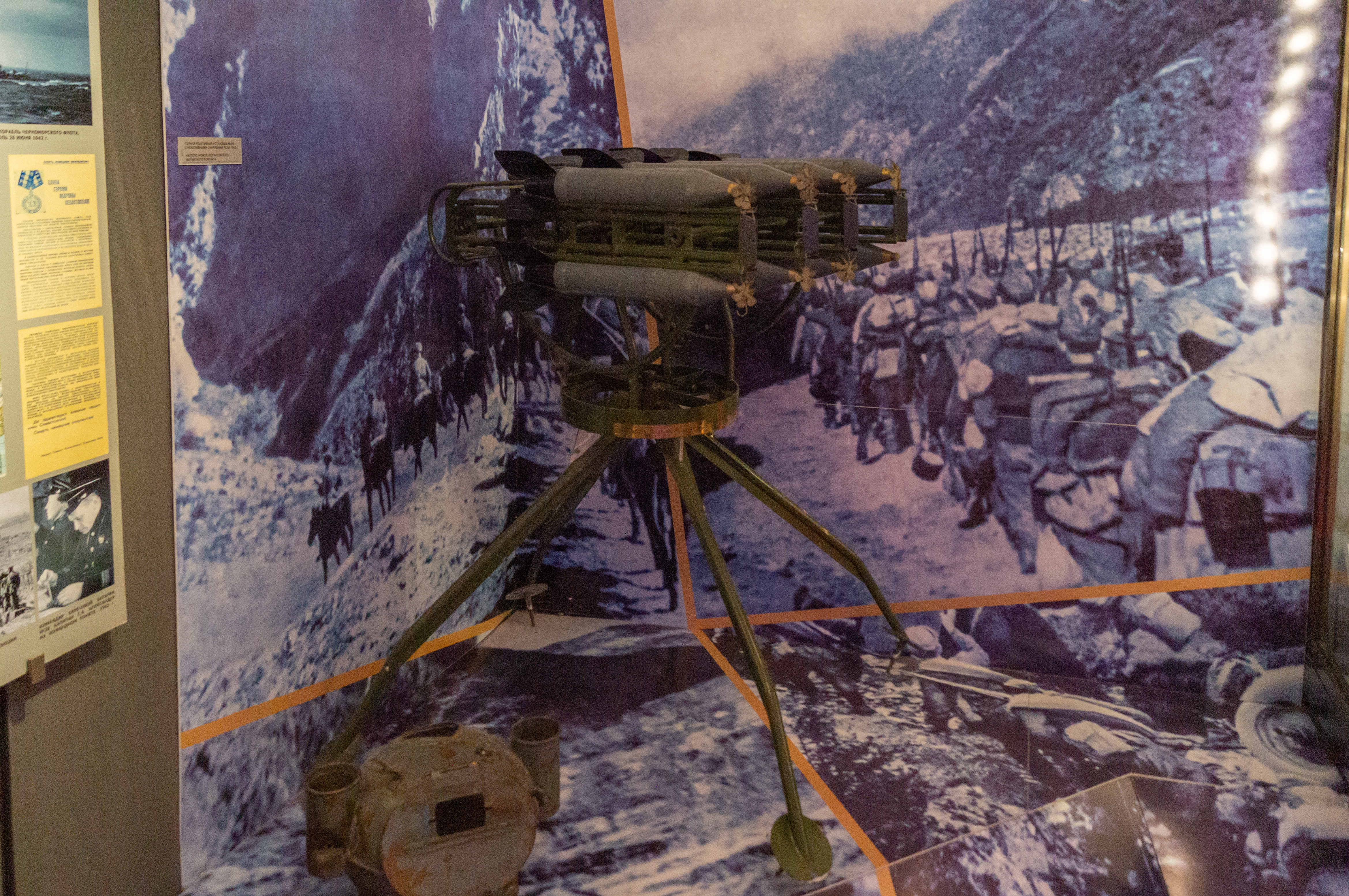
Горно-вьючная реактивная установка М-8-8 в Центральном музее Вооружённых сил

Реактивными пусковыми установками оснащались также гусеничные тягачи СТЗ-5-НАТИ, получаемые по ленд-лизу автомобили повышенной проходимости «Форд-Мармон», «Интернейшнл», «Джи-Эм-Си», «Остин» и другие. 

В 1942 году проводились работы над пусковой установкой КАРС-1 реактивных снарядов М-13 на шасси танка КВ-1, но эти задумки не получили развития в связи с прекращением выпуска танков КВ.
Летом 1942 года, когда начались бои на Кавказе, возникла нужда в лёгких горно-вьючных пусковых установках. В кустарных условиях в Сочи была создана «младшая сестра Катюши» М-8-8. 8 реактивных снарядов выстреливались почти одновременно. Вес — 68 килограмм. М-8 хорошо проявила себя в горных условиях. 
Также М-8 устанавливалась на торпедные катера — впоследствии применялась на Малой Земле, в Крыму, Карпатах, боях в Монголии и Китае, затем и в Северной Корее.
В ходе войны производство пусковых установок в срочном порядке было развернуто на нескольких предприятиях, обладавших различными производственными возможностями, в связи с этим в конструкцию установки вносились более или менее существенные изменения. Таким образом, в войсках использовалось до десяти разновидностей пусковой установки БМ-13, что затрудняло обучение личного состава.
Улучшенная модификация БМ-13Н (Н — «нормализованная») была создана в 1943 году, до конца войны было изготовлено около 1800 таких установок. БМ-13Н выпускались на базе хорошо зарекомендовавших себя американских грузовиков «Студебеккер US6», поставлявшихся в СССР по ленд-лизу.
Советская промышленность в июле 1941 — декабре 1944 изготовила около 11 тыс. пусковых установок «Катюша» для боевых машин и свыше 12 млн штук реактивных снарядов к ним (всех калибров). Первые машины изготовлялись на базе отечественных шасси (всего около 600 штук — большинство были уничтожены в боях. 11 октября 1941 года 7 единиц «Катюш» со снарядами были захвачены гитлеровскими войсками в боях за Мценск), после начала «ленд-лизовских» поставок основным шасси для БМ-13 (БМ-13Н) стал американский «Студебеккер» (из Америки было поставлено около 200 тыс. автомобилей).
Статистика по типам реактивных систем залпового огня: за Вторую мировую войну произведено около 11 тысяч пусковых установок «Катюш» для 3374 шасси боевых машин (372 шт. на базе ЗиС-6, 1845 — «Студебеккеры», 1157 — другие 17 типов шасси).
- БМ-8 — поступило в войска 2400, потеряно 1400;
- БМ-13 — поступило 6800, потеряно 3400;
- БМ-31 — поступило 1800, потеряно 100.

## Организационно-штатная структура
Реактивными системами были вооружены гвардейские миномётные части (ГМЧ), входившие в состав артиллерии резерва Верховного Главнокомандования (РГК).

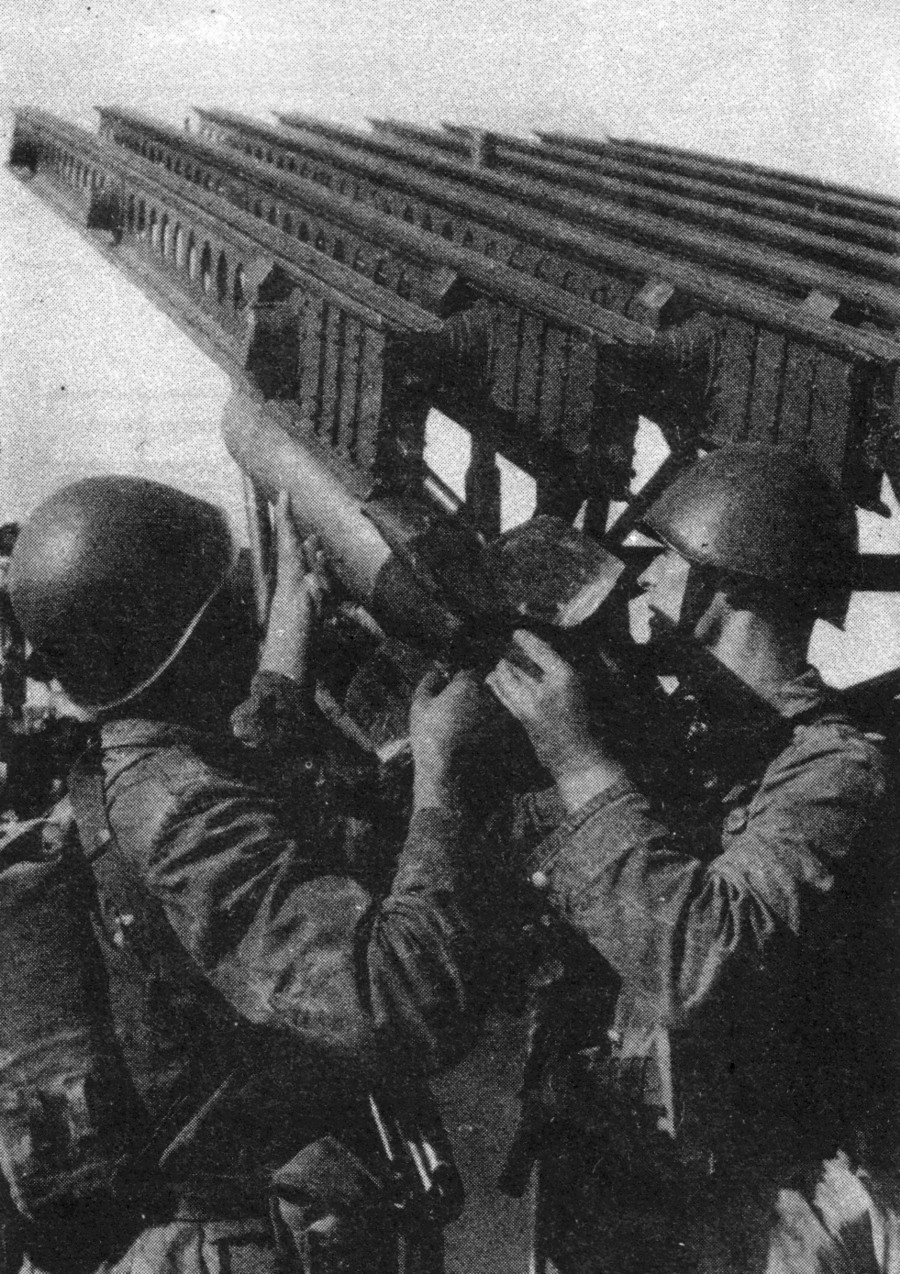
Солдаты, заряжающие БМ-13Н

В июне-августе 1941 года было сформировано первые восемь отдельных батарей БМ-13. В августе 1941 года было принято решение о формировании восьми полков реактивной артиллерии, вооруженных боевыми установками БМ-8 и БМ-13. Полк состоял из трех дивизионов трехбатарейного состава. Каждая батарея имела четыре боевые машины. Полки назывались гвардейскими минометными полками (ГМП) артиллерии Резерва ВГК.
К концу сентября 1941 года было сформировано девять, в октябре появилось еще пять гвардейских минометных полков. В ряде случаев из за тяжелой обстановки на фронте туда приходилось отправлять отдельные дивизионы, не дожидаясь окончания формирования полков в целом. Эти дизизионы, как правило, использовались для усиления стрелковых дивизий, оборонявшихся в первом эшелоне. В целом реактивная артиллерия оставалась в распоряжении командующих армиями и применялась в наиболее напряженные моменты боя на важнейших направлениях.
В январе 1942 года было начато формирование ещё 20 гвардейских минометных полков. Одновременно в полки стали сводиться и отдельные дивизионы, действовавшие на фронтах. Всего к июлю 1942 года на фронтах насчитывалось уже 57 полков М-8 и М-13.
После появления 300-мм ракет М-30 (сначала они запускались с рам, а не с мобильных установок) в течение июня и первой половины июля 1942 года было сформировано 20 отдельных гвардейских минометных дивизионов М-30. Каждый дивизион состоял из трех батарей, по 32 рамы в батарее.
В ноябре и декабре 1942 года из отдельных дивизионов М-30 было сформировано 10 тяжелых гвардейских минометных бригад. В дальнейшем и полки М-30 были переформированы в бригады. Тогда же началось формирование тяжелых гвардейских минометных дивизий в составе четырех полков М-13 и двух бригад М-30. К началу 1943 года имелось 17 бригад М-30 и четыре гвардейские минометные дивизии, в которые входили еще 8 бригад. В 1943 году появились дивизии новой организация, состоявших полностью из частей М-30. Было сформировано несколько отдельных тяжелых бригад М-31 (модернизированные ракеты М-30).
Удельный вес реактивной артиллерии на фронтах Великой Отечественной войны постоянно возрастал. Если в ноябре 1941 года было сформировано 45 дивизионов «Катюш», то к 1 января 1942 года их насчитывалось уже 87, в октябре 1942 года — 350, а в начале 1945—519.
К концу войны советская реактивная артиллерия имела 40 отдельных дивизионов (38 М-13 и 2 М-8), 115 полков (96 М-13 и 19 М-8), 40 отдельных бригад (27 М-31 и 13 М-31-12) и 7 дивизий — всего 519 дивизионов в которых насчитывалось свыше 3000 боевых машин.

## Боевое применение

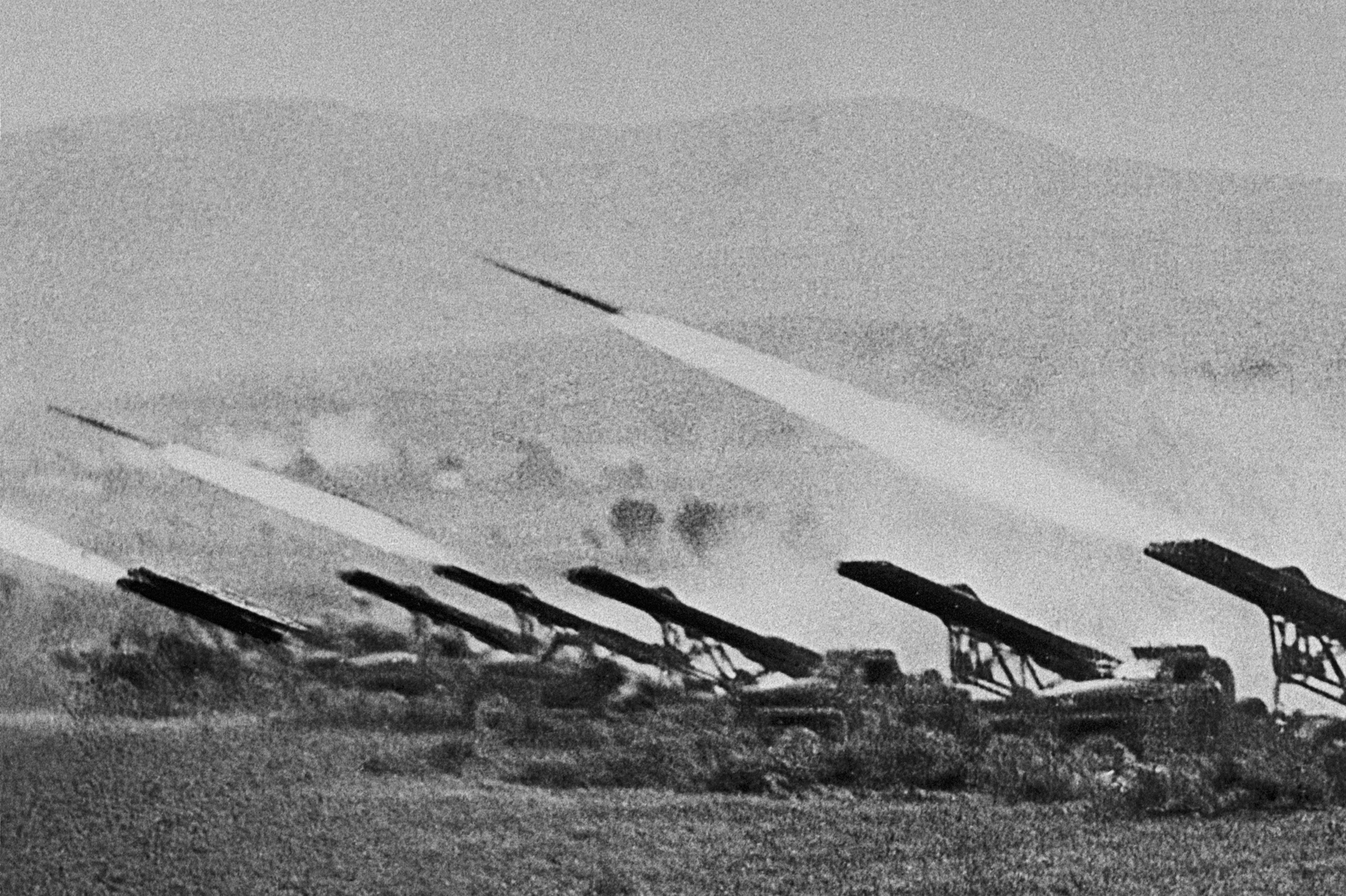
Залп дивизиона БМ-13-16 во время Сталинградской битвы. 6 октября 1942

«Катюши» применялись войсками СССР в период Второй мировой войны с 1941 по 1945 годы включительно.
Первые девять полков по 36 боевых машин (БМ) начали формироваться с 8 августа 1941 года.
Экспериментальная батарея из семи машин под командованием капитана И. Флёрова, как свидетельствует военный историк и очевидец первого залпа «Катюш» Андрей Сапронов, была впервые задействована 14 июля 1941 года для нанесения ударов по занятому накануне немцами городу Рудня, а через 2 дня обстреляла железнодорожную станцию Орша в Белоруссии, которая 14 июля была ещё занята частями Красной армии, и переправу через реку Оршица. Обстрелы производились зажигательными снарядами, снаряжёнными термитом.

Части действующей Красной Армии за последнее время получили новое мощное оружие в виде боевых машин М-8 и М-13, являющихся лучшим средством уничтожения (подавления) живой силы противника, его танков, моточастей и огневых средств.
Внезапный, массированный и хорошо подготовленный огонь дивизионом М-8 и М-13 обеспечивает исключительно хорошее поражение противника и одновременно оказывает сильнейшее моральное потрясение его живой силы, приводящее к потере боеспособности. Это особенно верно в данный момент, когда пехота противника имеет гораздо больше танков, чем мы, когда наша пехота более всего нуждается в мощной поддержке со стороны М-8 и М-13, могущих быть с успехом противопоставленными против танков противника.
В связи с тем, что боевые машины М-8 и М-13 недооцениваются нашим командным составом и нередко применяются совершенно неправильно, Ставка Верховного Главнокомандования приказывает:
Дивизионы и батареи М-8 и М-13 применять только по крупным, разведанным целям (скопление пехоты, моторизованных частей, танков, артиллерии и по переправам). Огонь по отдельным мелким целям категорически воспретить.
В зависимости от обстановки батареи и дивизионы М-8 и М-13 привлекать для выполнения следующих основных задач:
    а) при наступлении или при контратаках противника, когда пехота противника поднята в атаку, а танки и моточасти противника выведены из прикрытий в открытое место, - бить массированным огнем М-8 и М-13 по живой силе, танкам и моточастям противника;
    б) при наступлении и контратаках с нашей стороны привлекать массированный огонь машин М-8 и М-13 для того, чтобы пробить оборону противника и расширить прорыв его обороны, причем атака нашей пехоты должна вестись одновременно со стрельбой из батарей М-8 и М-13;
    в) при обронительном положении наших войск привлекать огонь М-8 и М-13 по скоплению живой силы, танков и моторизованных частей противника;
    г) при всех условиях бить противника из батарей М-8 и М-13 на переправах и в узких дефиле;
    д) во всех указанных случаях М-8 и М-13 применять не отдельными установками, а целыми дивизионами, при этом категорически воспрещается пристрелка снарядами М-8 и М-13 и усиленно рекомендуется производить пристрелку полковыми орудиями.
Все боевые машины М-8 и М-13 считать совершенно секретной техникой Красной Армии. Поэтому эти машины и боеприпасы к ним ни в коем случае не должны попасть в руки врага. К этим машинам во всех условиях боевой обстановки наряжать постоянно надежное и сильное наземное прикрытие. Ответственность за сохранение тайны возложить на командующих фронтами и армиями.
— ДИРЕКТИВА СТАВКИ ВГК №002490 КОМАНДУЮЩИМ ВОЙСКАМИ ФРОНТОВ И АРМИЯМИ О ПОРЯДКЕ ИСПОЛЬЗОВАНИЯ РЕАКТИВНОЙ АРТИЛЛЕРИИ от 1 октября 1941 г.
Особенностью боевого применения реактивной артиллерии в 1943 году явилось её широкое использование не только для уничтожения живой силы, но и в борьбе с танками. Эту задачу она выполняла главным образом путём массирования огня по районам сосредоточения и по крупным атакующим группам танков. При этом танки, как правило, выводились из строя при прямом попадании снарядов М-30 и М-31, а также при разрыве их в непосредственной близости. Лёгкие и средние танки поражались даже при разрыве снарядов в 5-10 метрах от них. Также отмечались случаи применения «Катюш» против танков на прямой наводке. Для этого передними колесами машина заезжала в специально вырытый окоп так, что направляющие находились в горизонтальном положении.
А. Ф. Пануев вспоминал:

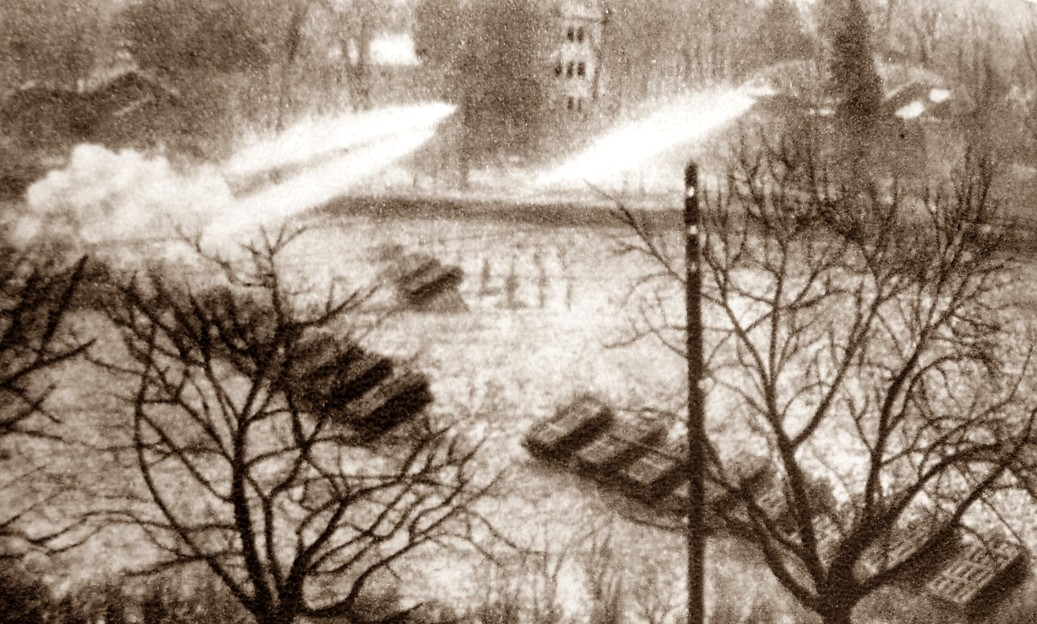
Пусковые установки М-31, 1945 год, битва за Познань

Я всегда говорю: «Покажите положение нашей пехоты, и где Вы видите скопление противника. Мне нужна цель большая, я не стреляю по пулемётам. Для этого у вас пушки есть. Мне цель нужно: скопление пехоты, батальон готовится к атаке — вот это цель. Или выходит танковый батальон на исходные позиции. Или еще что-нибудь такое вроде крупных складов. Вот это — цель»! Эту цель при рассеивании на 20-30 га накроешь без ошибки…
…Почему я хорош? Дело в том, что если привлекать артиллерийский ствольный полк, то командир полка обязательно скажет: «У меня данных этих нет, я должен пристрелять орудия». Если он начинает пристрелку вести, а пристреливают одним орудием, беря цель в вилку, — этот сигнал противнику что сделать? Укрыться. На укрытие дается обычно 15-20 секунд. За это время артиллерийский ствол выпустит 1-2 снаряда. А я дивизионом за 15-20 секунд выпущу 120 ракет, которые идут все сразу. Вот чем хороши РСЗО.

Когда в 1945 году Красной Армии пришлось штурмовать немецкие города-крепости, встал вопрос о применении «Катюш» в условиях городских боев. Нужно было эффективное оружие для уничтожения немецких укреплений, но близость противоборствующих подразделений делала применение ракет опасным для своих пехотинцев. Выход был найден — тяжёлые реактивные снаряды М-31 в транспортировочных ящиках устанавливали прямо в проёмах окон и с расстояния 20—30 м били по противнику, укрывшемуся в домах и подвалах.

## Характеристики реактивных снарядов

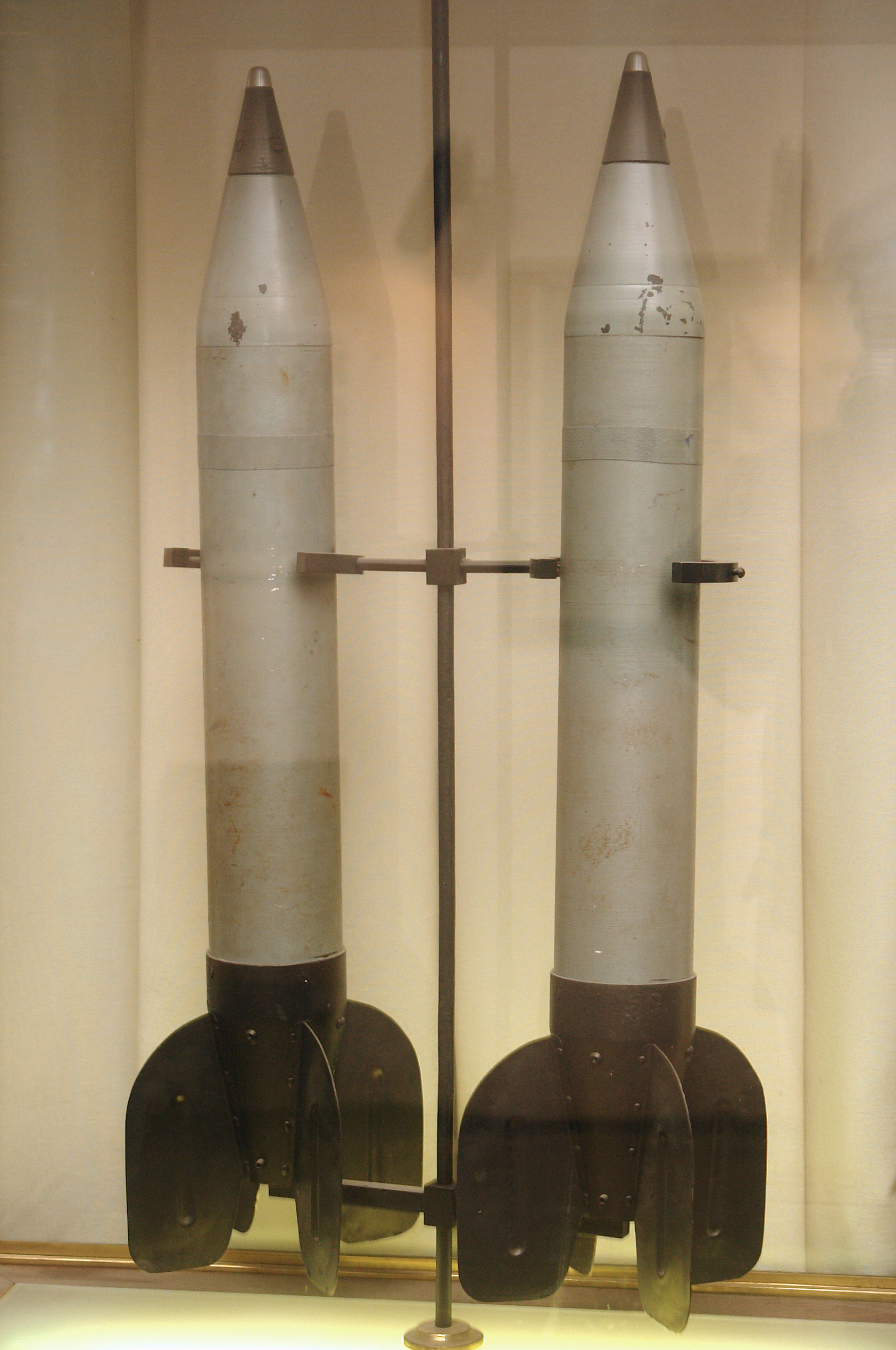
Реактивные снаряды М-8. Музей космонавтики и ракетной техники; Санкт-Петербург

Корпус реактивного снаряда (РС) представлял собой сварной цилиндр, поделённый на три отсека — отсек боевой части, двигательный отсек (камера сгорания с топливом) и реактивное сопло. Авиационный реактивный снаряд РС-132 имел длину 0,935 метра, диаметр 132 миллиметра и весил 23,1 кг, а реактивный снаряд М-13 для наземной установки БМ-13 имел длину 1,41 метра, диаметр 132 миллиметра и весил 42,3 кг. Внутри цилиндра с оперением находилась твёрдая нитроцеллюлоза. Масса боевой части снаряда М-13 22 кг. Масса взрывчатого вещества снаряда М-13 4,9 кг — «как шесть противотанковых гранат». Дальность стрельбы — до 8,4 км.
Боевая часть снаряжена зарядом взрывчатого вещества, для подрыва которого используются контактный (АМ-А) или неконтактный (АГДТ-А) взрыватели. Реактивный двигатель имеет камеру сгорания, в которой помещен метательный заряд в виде цилиндрических шашек из бездымного пороха с осевым каналом. На наружной части обоих концов камеры выполнены центрирующие утолщения с ввернутыми в них направляющими штифтами. Для воспламенения порохового заряда используется воспламенитель из дымного ружейного пороха. Образующиеся при горении пороховых шашек газы, истекают через сопло, перед которым расположена диафрагма (колосниковая решетка), препятствующая выбросу шашек через сопло. Стабилизация снаряда в полете обеспечивается с помощью хвостового стабилизатора из четырёх стальных штампованных перьев.
|                                                                   |     | М-8     | М-13   | М-13УК | М-13ДД | М-20   | М-28 (МТВ-280) | М-32 (МТВ-320) | М-30   | M-31   | М-31УК |
| ----------------------------------------------------------------- | --- | ------- | ------ | ------ | ------ | ------ | -------------- | -------------- | ------ | ------ | ------ |
| Год принятия на вооружение                                        |     | 1941    | 1939   | 1944   | 1944   | 1942   | 1942           | 1942           | 1942   | 1943   | 1944   |
| Калибр                                                            | мм  | 82      | 132    | 132    | 132    | 132    | 280            | 320            | 300    | 300    | 300    |
| Длина                                                             | мм  | 714     | 1415   | 1415   | 2120   | 2090   | 1450           |                | 1450   | 1750   | 1750   |
| Масса корпуса ракеты                                              | кг  |         | 14,1   |        |        |        |                |                |        | 28,7   |        |
| Масса боеголовки                                                  | кг  | 5,4     | 21,3   |        |        |        |                |                |        | 52,4   |        |
| Масса взрывчатого вещества (ВВ) в боеголовке, тип боеголовки      | кг  | 0,64 ОФ | 4,9 ОФ | 4,9 ОФ | 4,9 ОФ | 18,4 Ф | 45 / 30 Ф      | З              | 28,9 Ф | 28,9 Ф | 28,9 Ф |
| Масса порожней ракеты                                             | кг  | 6,8     | 35,4   |        |        |        |                |                |        | 81,1   |        |
| Масса топлива                                                     | кг  | 1,18    | 7,15   | 7,15   | 15,0   | 7,15   | 7,15           |                | 7,15   | 11,25  | 11,25  |
| Взлетная масса                                                    | кг  | 8,0     | 42,0   | 42,3   | 62,5   | 57,5   | 65,0           |                | 76,0   | 92,4   | 95,0   |
| Отношение массы ракеты к массе боеголовки                         |     | 1,2     | 1,2    |        |        |        |                |                |        | 1,1    |        |
| Доля стартовой массы приходящаяся на топливо                      | %   | 15,0    | 16,7   |        |        |        |                |                |        | 12,2   |        |
| Грузоподъёмность (соотношение массы боеголовки к стартовой массе) | %   |         | 50,1   |        |        |        |                |                |        | 56,7   |        |
| Скорость в момент выгорания топлива                               | м/с | 315     | 355    | 355    | 520    | 260    | 260            |                | 195    | 255    | 245    |
| Максимальная дальность полёта                                     | м   | 5500    | 8470   | 7900   | 11800  | 5000   | 1900           |                | 2800   | 4300   | 4000   |

## Галерея

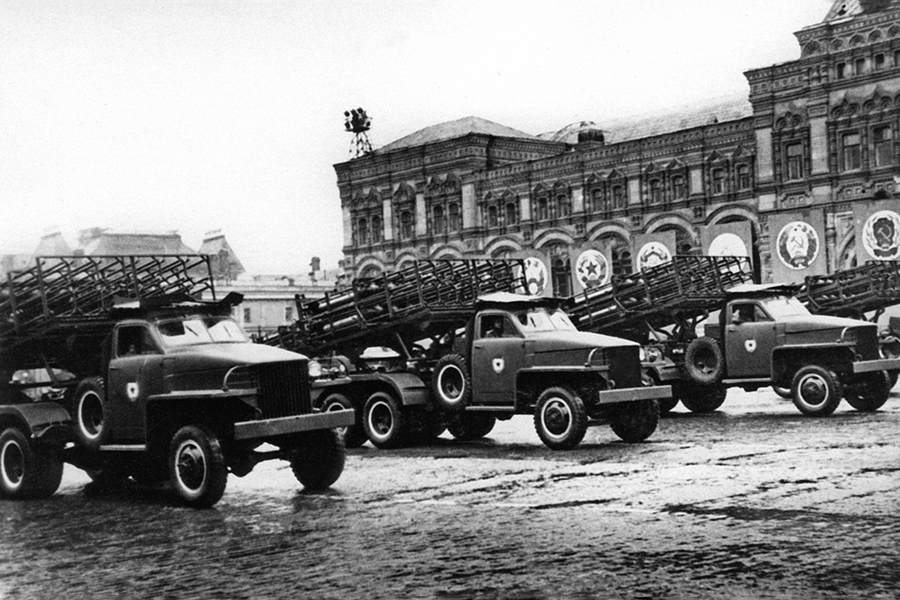
БМ-31-12 на шасси Studebaker US6  на параде Победы в Москве, 1945
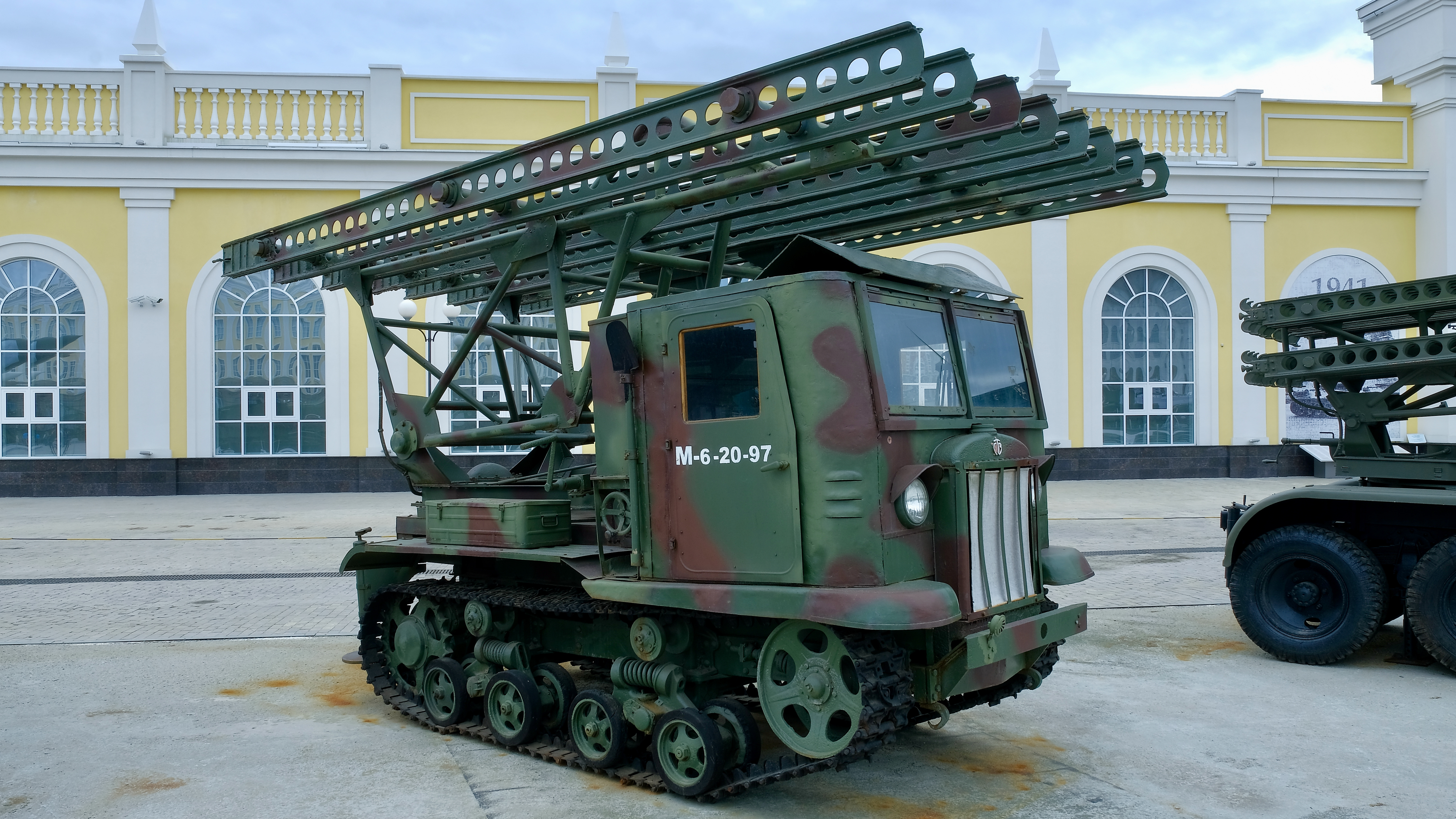
БМ-13-16 на шасси трактора СТЗ-5-НАТИ в Музейном комплексе УГМК
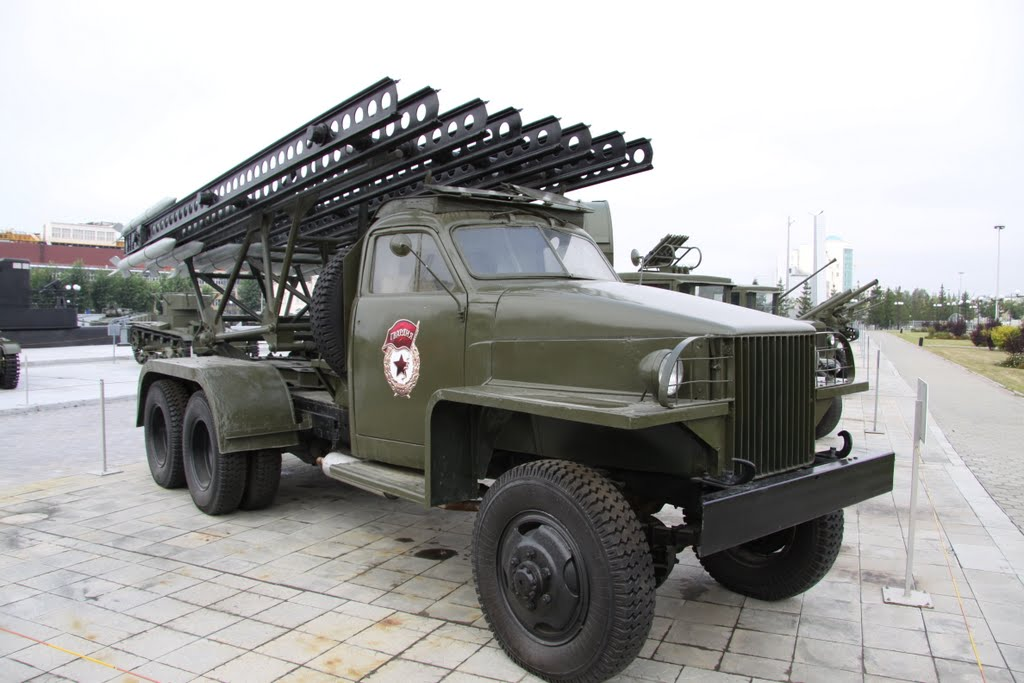
БМ-13Н (нормализованная) «Катюша» на шасси Studebaker US6 в Музейном комплексе УГМК
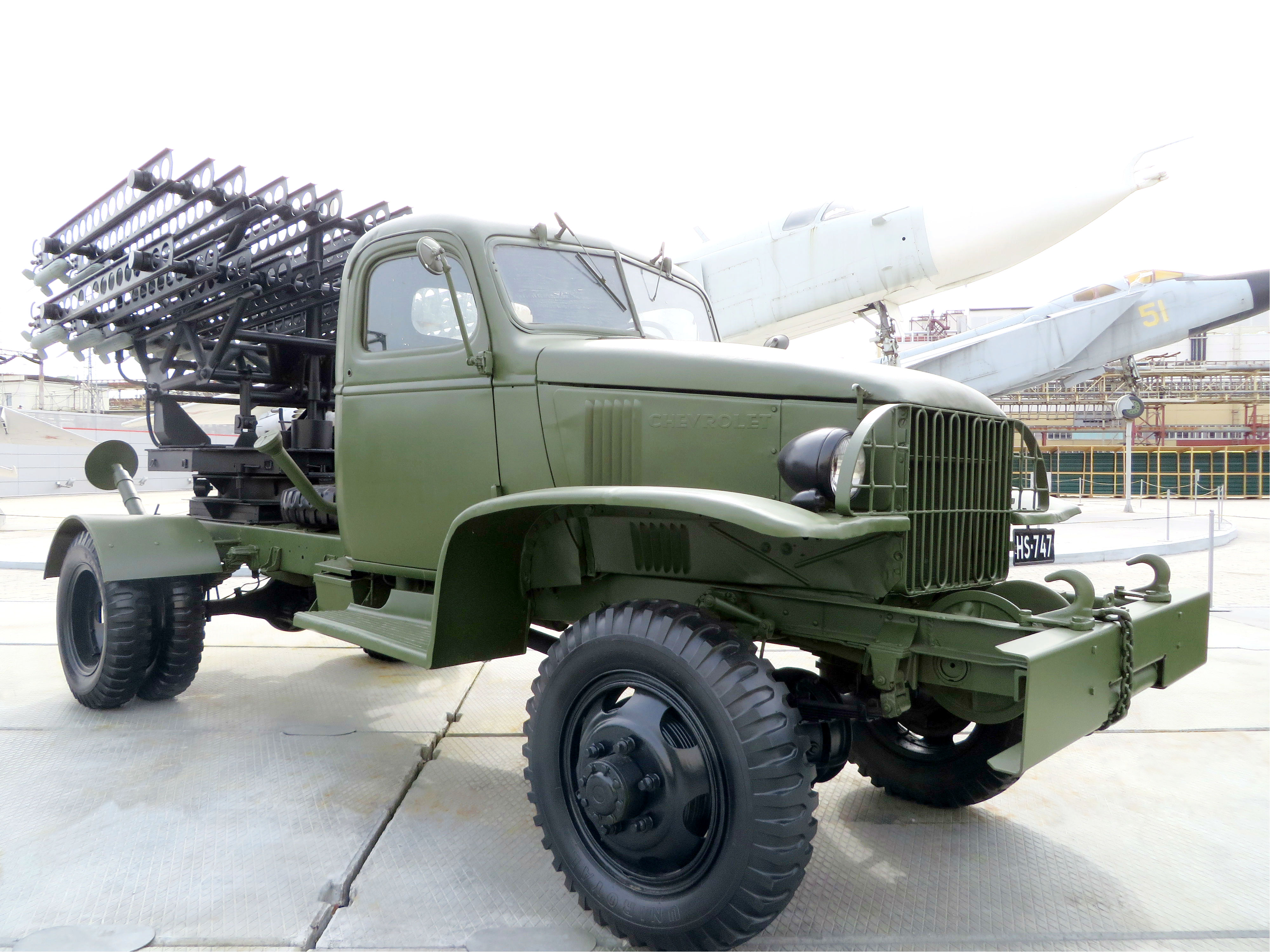
Реплика БМ-8-48 обр. 1942 г. на шасси Шевроле Г7117 в Музейном комплексе УГМК
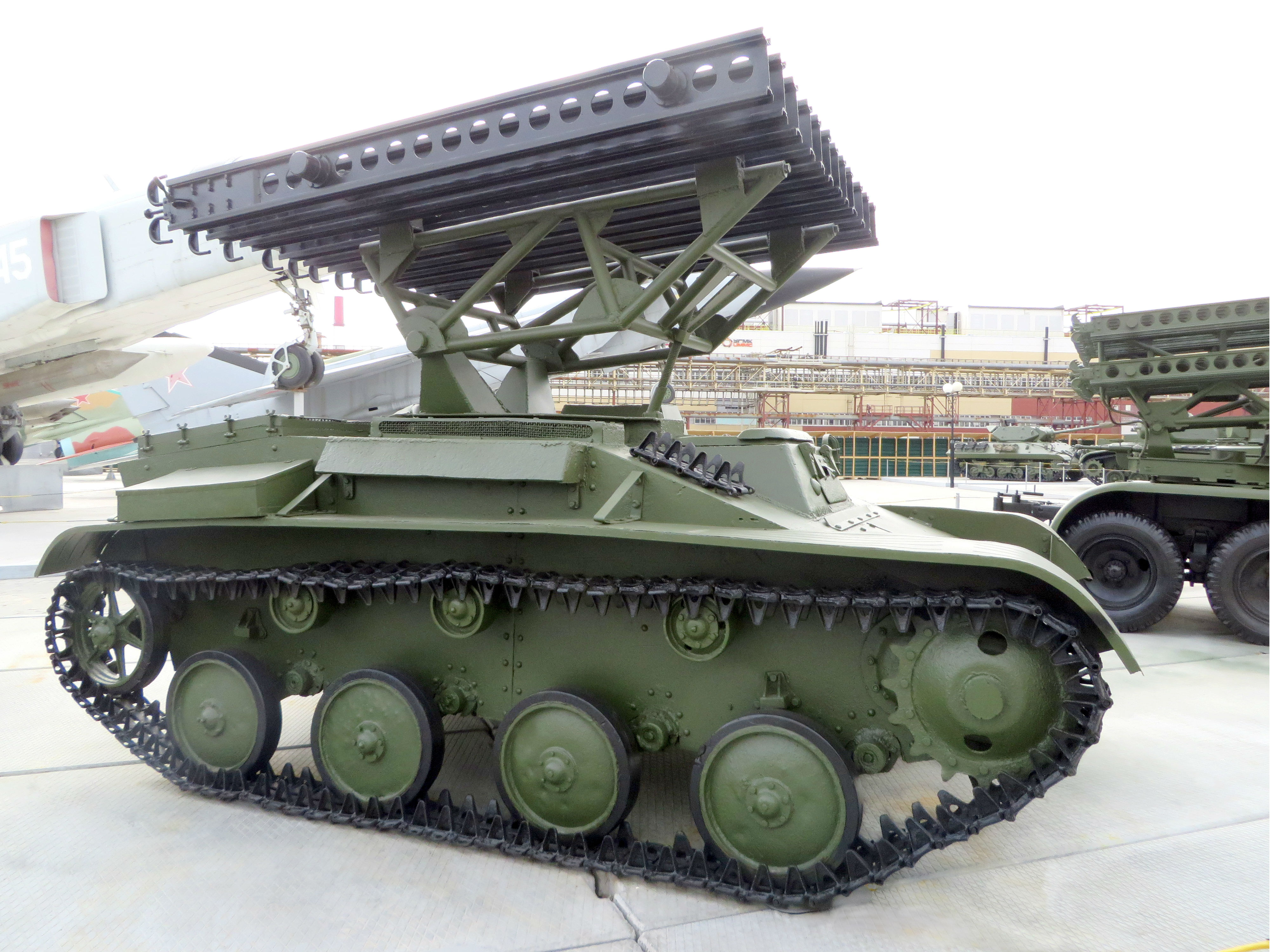
Макет БМ-8-24 на базе танка Т-60 в Музейном комплексе УГМК
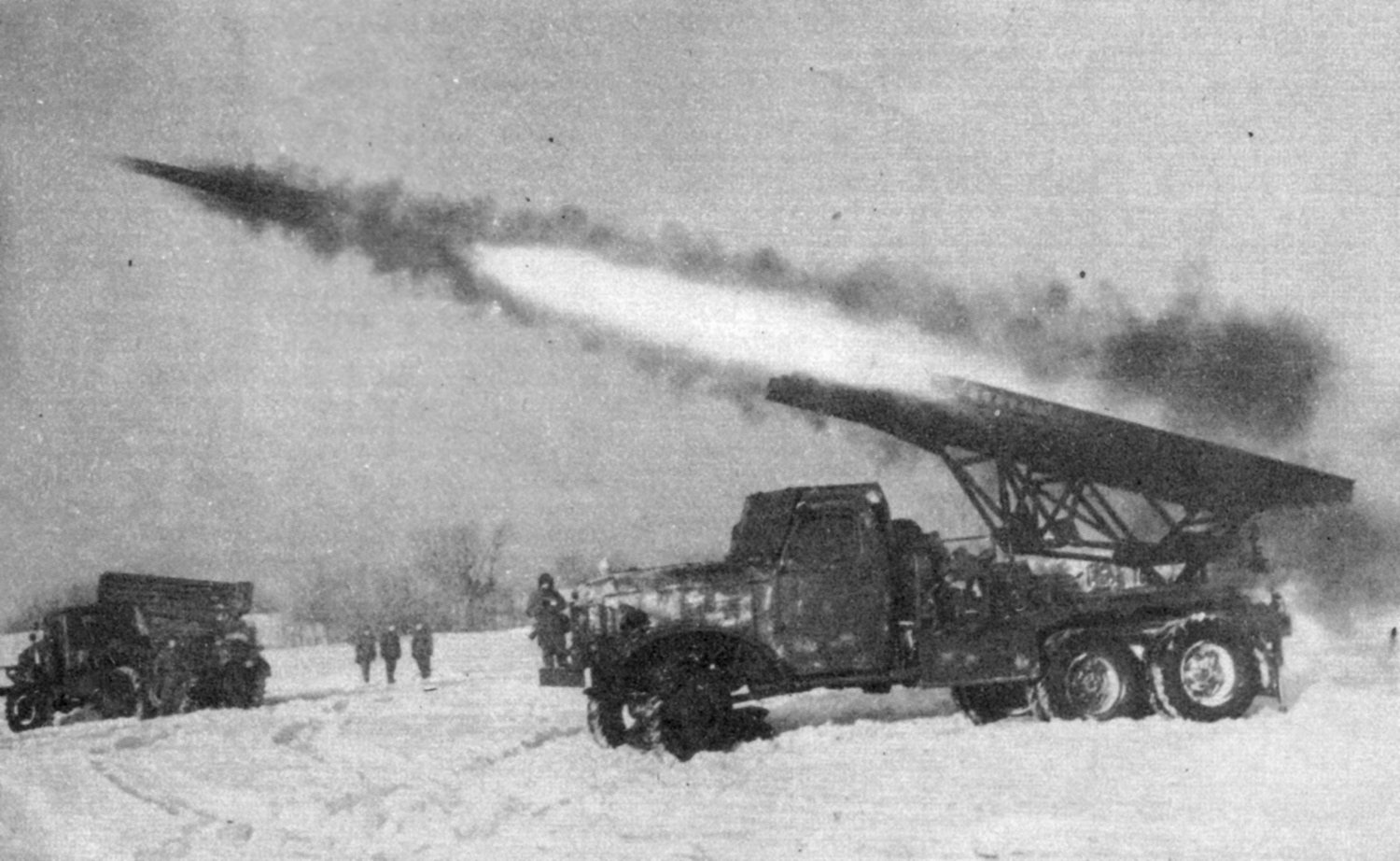
Боевое применение гвардейского реактивного миномёта БМ-13 «Катюша» на шасси ЗИС-151
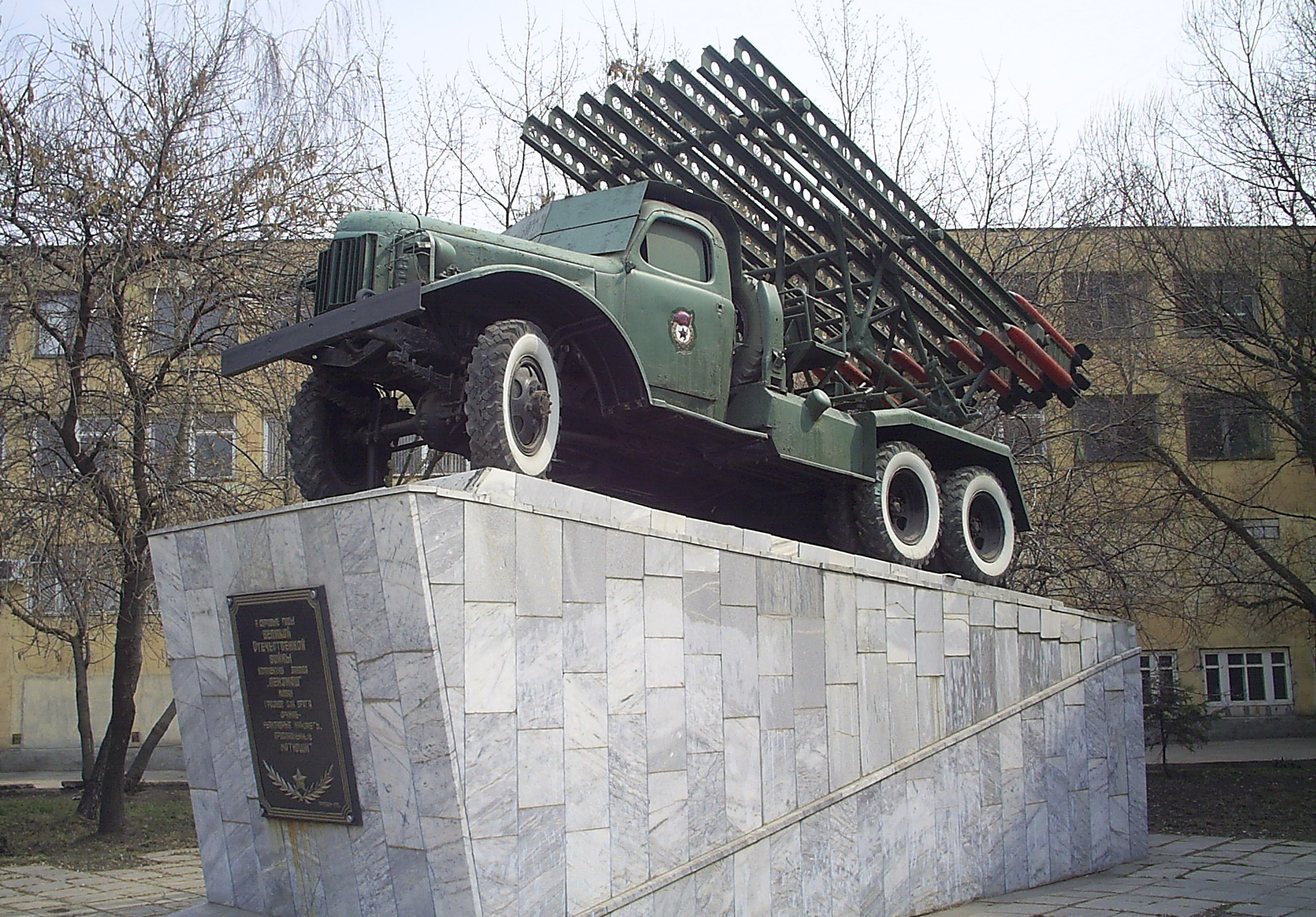
Памятник установке «Катюша» на шасси ЗИС-151. Пенза, 1982 год.
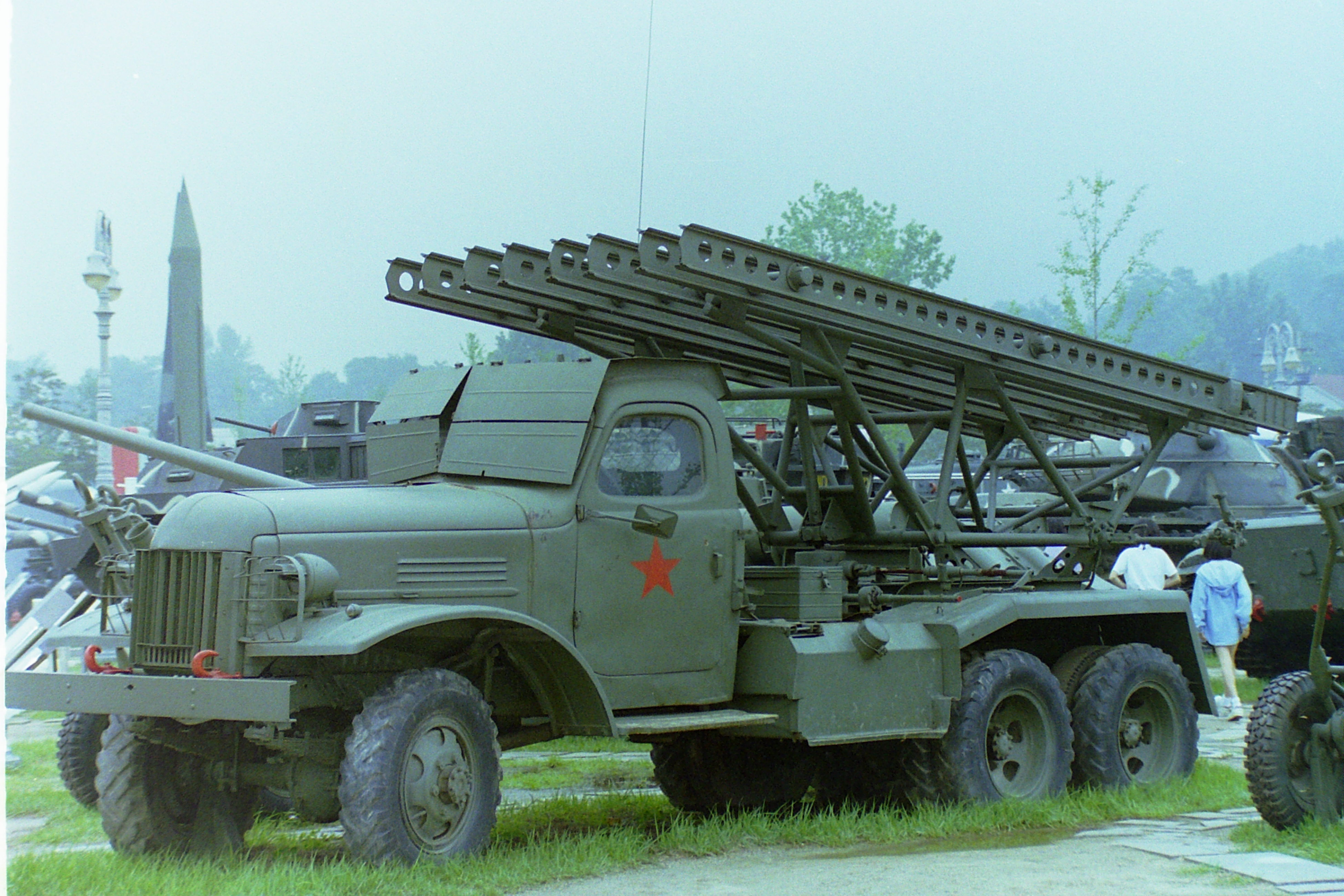
Послевоенная «Катюша» БМ-13Н на шасси ЗИС-151 в военном мемориале в Сеуле: трофей Корейской Войны.
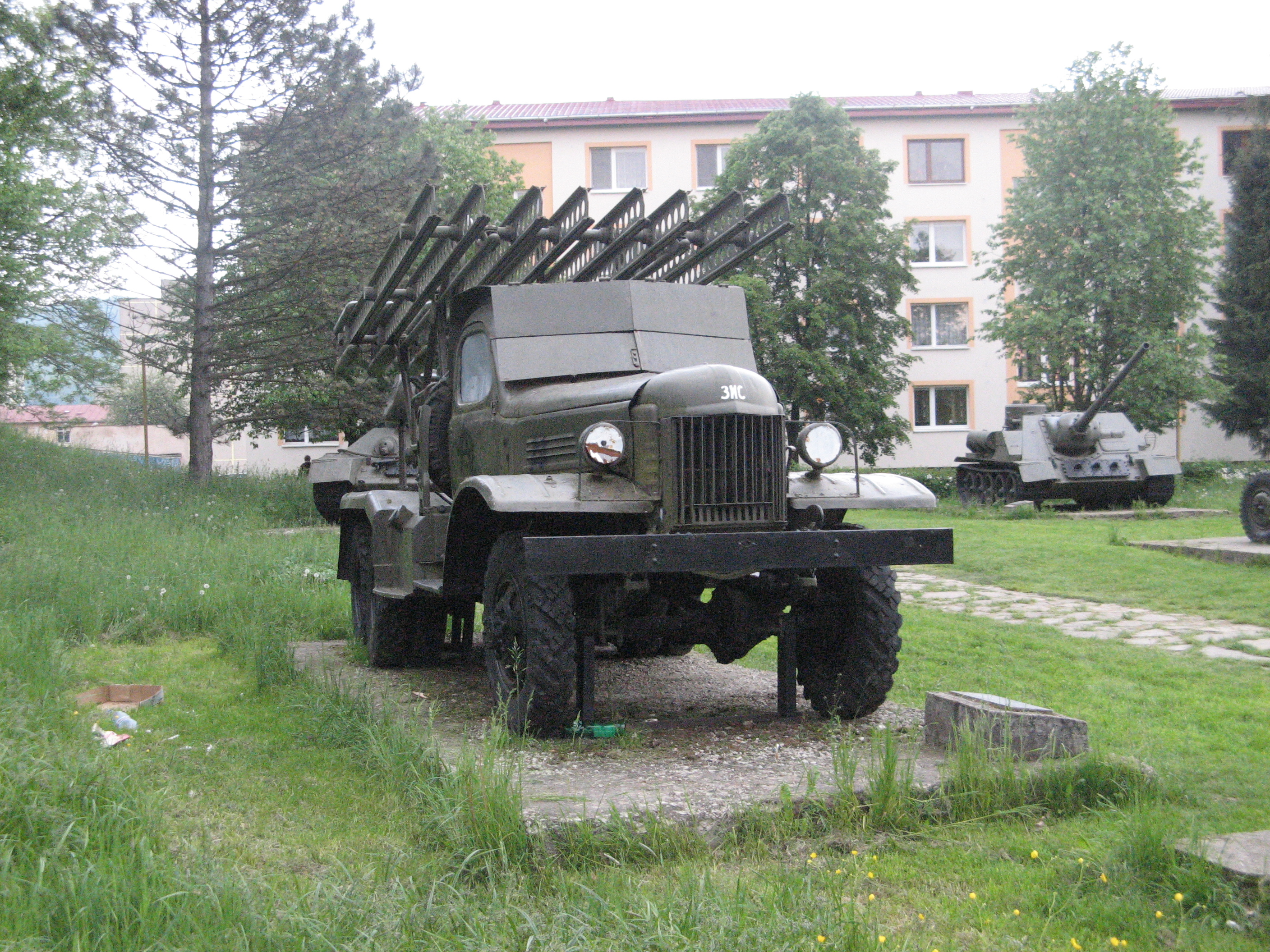
БМ-13 на шасси ЗИС-151. Военный музей в Свиднике.
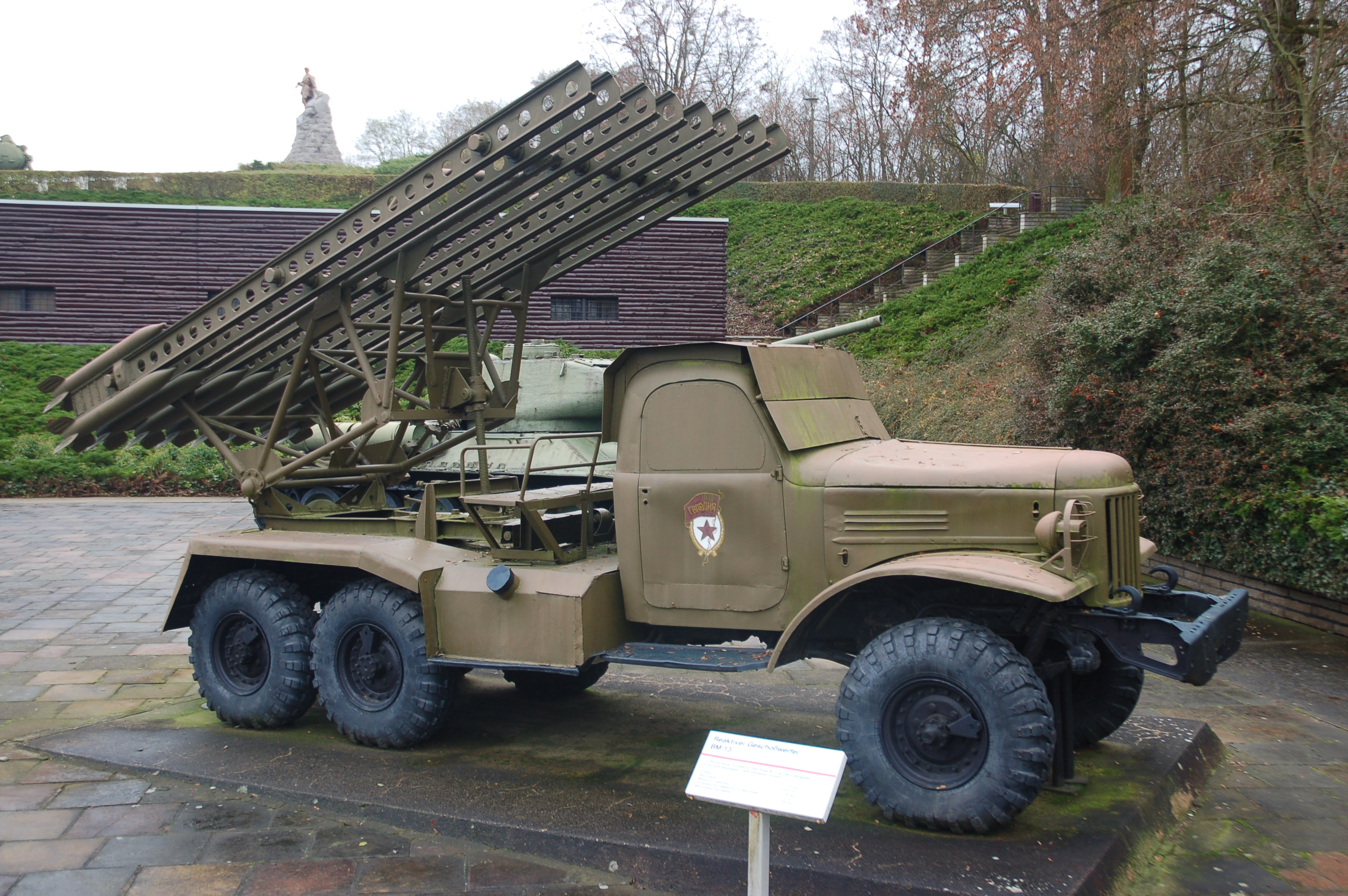
БМ-13 на шасси ЗИЛ-157. Мемориальный комплекс «Зееловские высоты».
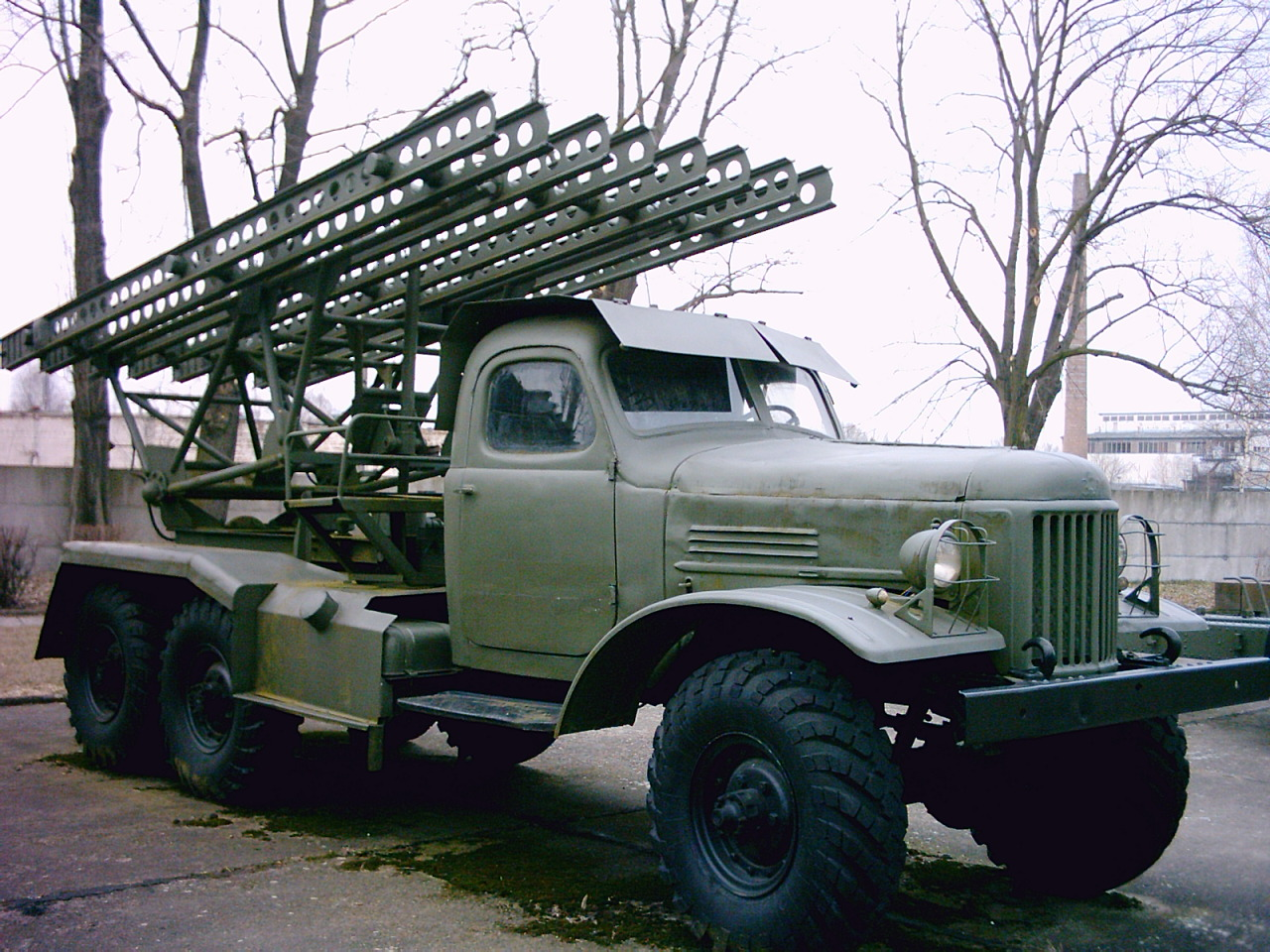
БМ-13 на шасси ЗИЛ-157. Музей Берлин-Карлсхост.
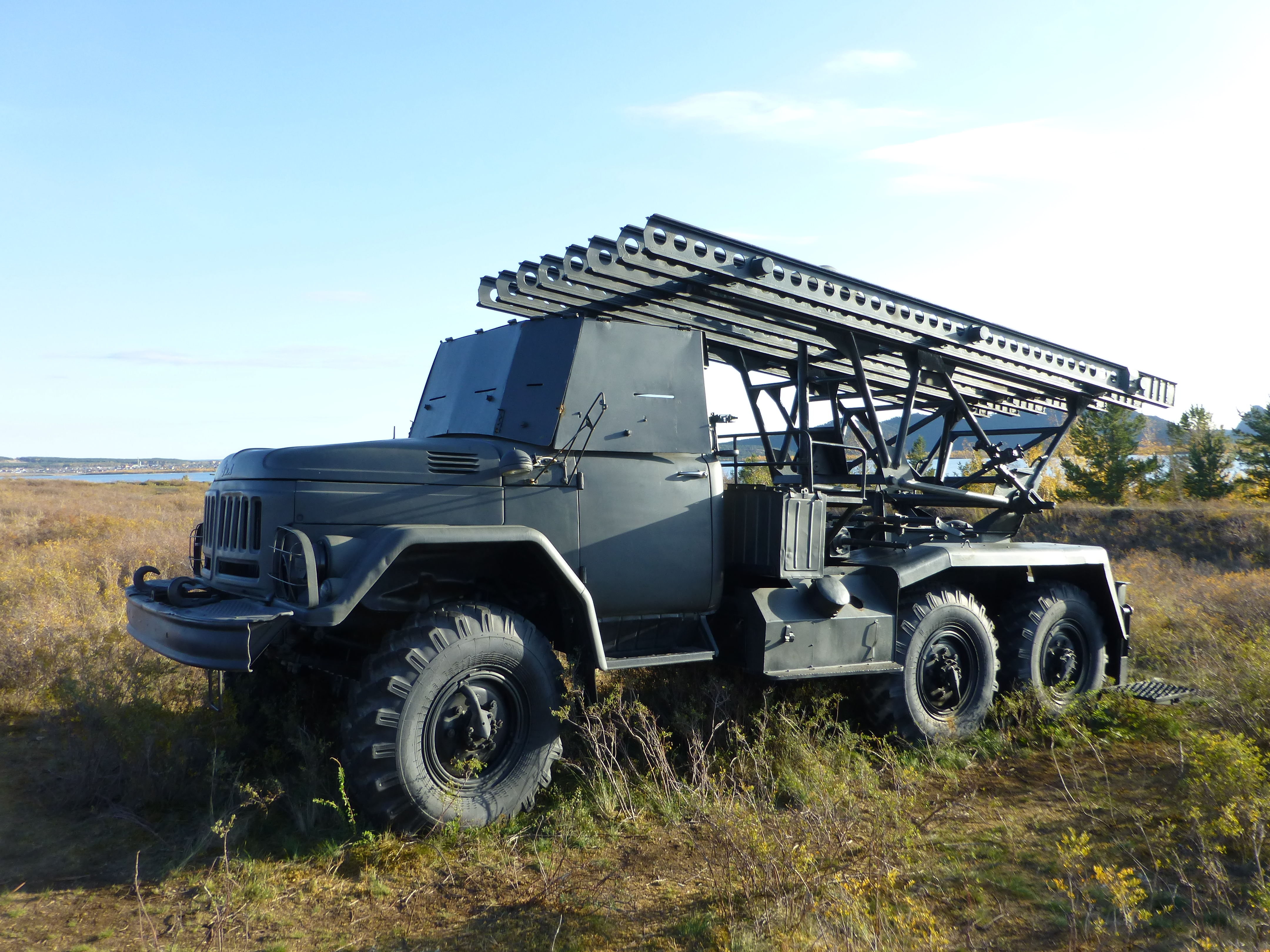
БМ-13НММ на шасси ЗИЛ-131